# Zvonko Novak
Zvonko Novak, slovenski pesnik, pisatelj, prevajalec, urednik, novinar in publicist, * 21. januar 1882, Ljubljana, † 9. avgust 1953, Ljubljana.

## Življenjepis
Zvonko Novak je leta 1925 diplomiral iz prava na Pravni fakulteti John Marshal v Clevelandu. Bil je lastnik in urednik mesečne revije Slovenska družina, ki je leta 1918 začela izhajati v Calumetu (Michigan) in urednik lista Glas svobode. Med drugo svetovno vojno je sodeloval s SANS-om. Po vrnitvi v domovino 1945 je bil sprva sodelavec urada za informacije pri slovenski vladi in nato novinar pri Slovenskem poročevalcu.

## Literarno delo
Novak je izdal več pesniških zbirk: Iz zapeške globeli (1922), Peter Malaventura (1923), Izvor življenja (1923). Povesti v nadaljevanjih in pesmi je objavljal v listih Slovenska družina, Glas svobode, Cankarjev glasnik in Ameriškem družinskem koledarju ter drugih.
Novakove pesmi so pisane v klasični obliki in svobodnem verzu, kot pripovednik pa se je zgledoval pri realistih.
Leta 1924 je izdal Slovensko-angleško slovnico, ukvarjal pa se je tudi s prevajanjem iz slovenščine v angleščino.